# Homothyrea thoracica
Homothyrea thoracica är en skalbaggsart som beskrevs av Hermann Rudolph Schaum 1841. Homothyrea thoracica ingår i släktet Homothyrea och familjen Cetoniidae. Utöver nominatformen finns också underarten H. t. erythraeana.